# سينارة سيتكية
سينارة سيتكية (الاسم العلمي: Cinara sitchensis) هي نوع من الحشرات تتبع جنس السينارة من فصيلة المنية.